# Hylaeanthe polystachya
Hylaeanthe polystachya är en strimbladsväxtart som först beskrevs av August Adriaan Pulle, och fick sitt nu gällande namn av A.M.E.Jonker och Fredrik Pieter Jonker. Hylaeanthe polystachya ingår i släktet Hylaeanthe och familjen strimbladsväxter. Inga underarter finns listade.